# Großsteingrab Venslev Marker 9
Das Großsteingrab Venslev Marker 9 war eine megalithische Grabanlage der jungsteinzeitlichen Nordgruppe der Trichterbecherkultur im Kirchspiel Ferslev in der dänischen Kommune Frederikssund. Es wurde im 19. oder frühen 20. Jahrhundert zerstört.

## Lage
Das Grab lag im Osten des Waldgebiets Sømer Skov. In der näheren Umgebung gibt bzw. gab es zahlreiche weitere megalithische Grabanlagen.

## Forschungsgeschichte
Im Jahr 1873 führten Mitarbeiter des Dänischen Nationalmuseums eine Dokumentation der Fundstelle durch. Irgendwann später wurde das Grab abgetragen.

## Beschreibung
Die Anlage besaß wahrscheinlich eine Hügelschüttung, über die aber nichts bekannt ist. Die Grabkammer ist als Urdolmen anzusprechen. Sie war nordwest-südöstlich orientiert und bestand aus jeweils einem Wandstein an allen vier Seiten sowie einem Deckstein. Der Deckstein war flach und nicht sehr groß. Auf seiner Oberseite wies er zahlreiche Schälchen auf.